# Poix-Terron

Poix-Terron este o comună în departamentul Ardennes din nordul Franței. În 1 ianuarie 2022 avea o populație de 892 de locuitori.